# Ruska kopnena vojska
Ruska kopnena vojska (rus. Сухопутные войска Российской Федерации, hrv. Kopnene snage Ruske Federacije) su kopnena komponenta Oružanih snaga Rusije. Sastavljena je 1992. godine od ostataka bivše sovjetske kopnene vojske. Iako postoji tek dvadeset godina, svoju povijest vuče još od Ruske carske vojske te iz vremena Kijevske Rusi.
Od 1992., kopnena vojska je povukla tisuće svojih pripadnika bivše sovjetske vojske iz bivših država i ostala vrlo aktivna u čečenskim ratovima, mirovnim misijama i ostalim operacijama u bivšim sovjetskim državama. Jedna od nedavnih ratnih operacija je bio Rusko-gruzijski rat 2008. godine zbog napada Gruzije na Južnu Osetiju.

### Poveznice
- Hrvatska kopnena vojska
- Kopnena vojska SAD-a
- Njemačka kopnena vojska

## Vanjske poveznice
- Ministarstvo obrane Ruske Federacije - Službena stranica